# Vestbad
Vestbadet (officielt Vestbad I/S) er et badeanlæg, som ejes af Rødovre og Brøndby Kommuner og ligger henover kommunegrænsen syd for Roskildevej i boligområdet Kærene. Vestbadet blev etableret i 1958-59 og er blevet udbygget i flere omgange. Rødovre Kommune ville oprindeligt etablere en branddam, men man valgte at tænke større og etablerede et svømmebassin med tilskuerpladser, samt et mindre øvelsesbassin og et morskabsbassin med vandrutsjebaner. Det store svømmebassin fik internationale mål, og det danner stadig rammen omkring konkurrencer – bl.a. den årlige Kvindetri. Badeanlægget har nu både en indendørs svømmehal, kurbad, motionscenter og saunagus, samt det store, grønne udeareal med to svømmebassiner, samt trampoliner i græshøjde. 
Indendørs er der både et stort 25 meter-bassin til bl.a. motionssvømning og et bassin til udspring, samt et bassin til leg og morskab, hvortil der også er en vandrutsjebane. Den ene ende af dette bassin er indrettet som plaske-/kravlebassin, der er velegnet til de helt små på 3 år og derunder. Derudover er der et mindre varmtvands-bassin, samt et større varmtvands-bassin i et lokale for sig til bl.a. babysvømning og undervisning. Udearealet er åbent i sommermånederne, mens faciliteterne indendørs har åbent året rundt med undtagelse af nogle få helligdage. Vestbadet ligger i gåafstand fra både Rødovre Station og Brøndbyøster Station.
Vestbadet bliver nævnt i Gramsespektrums sang "Glenn & Shorty: Bademestrenes Storhedstid" der handler om to livreddere.